# Даниельсен, Стеффан
Йохан Стеффан Даниельсен (фар. Steffan Danielsen; 3 сентября 1922, о. Нёльсой, Фарерские острова — 28 мая 1976, Торсхавн, Фарерские острова) — фарерский живописец.

## Биография
Самоучка. Специального образования не получил. Оригинальный пейзажист. Большинство своих картин создал вдохновлённый природой своей деревни и родного острова Нёльсой.
Бо́льшую часть из своих 24 продуктивных творческих лет провёл на о. Нёльсой, всего один раз выехав с Фарер в Данию в 1951—1956 годах.
Работы С. Даниельсена специалисты сравнивают с полотнами «отца фарерской живописи» Самаля Йенсена-Мичинеса (1906—1979).
Первая персональная выставка живописца состоялась в 1952 году в Торсхавне во время национального праздника Оулавсёка, которая сразу же привлекла к нему внимание художественного сообщества Фарерских островов.
В 1990 году почта Фарерских островов выпустила серию марок с изображением его картин. До этого в 1985 году вышла ещё одна почтовая марка с его произведением.
Полотна С. Даниельсена хранятся ныне в Национальной галерее Фарерских островов в Торсхавне.

## Галерея

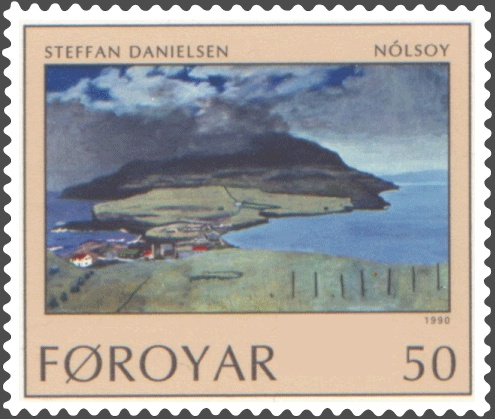
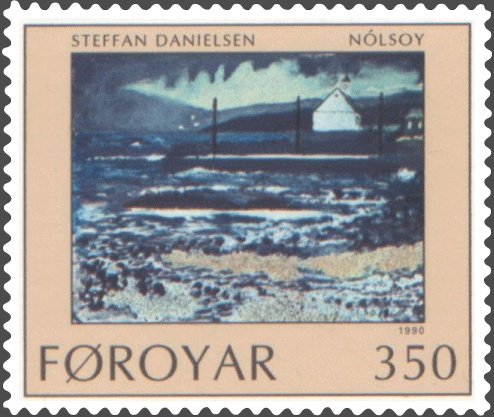
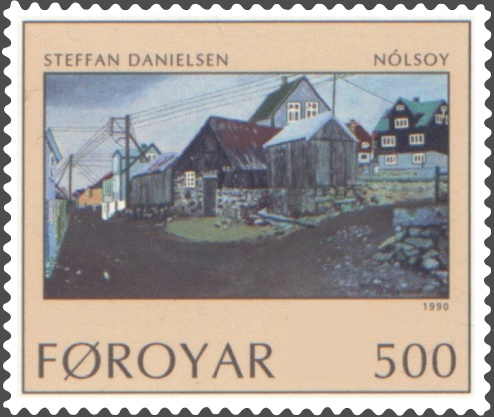
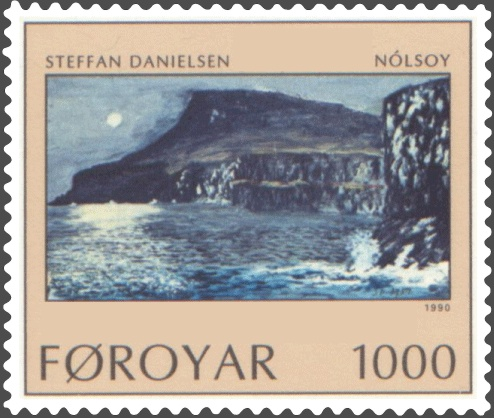
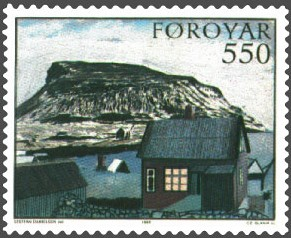